# ژان-پیر سیپرین
ژان-پیر سیپرین (فرانسوی: Jean-Pierre Cyprien‎؛ زادهٔ ۱۲ فوریهٔ ۱۹۶۹) بازیکن فوتبال اهل فرانسه بود.
از باشگاه‌هایی که در آن بازی کرده‌است می‌توان به باشگاه فوتبال کروتونه، باشگاه فوتبال سن-اتین، باشگاه فوتبال لو آور، باشگاه فوتبال المپیک مارسی، باشگاه فوتبال تورینو، باشگاه فوتبال لچه، باشگاه فوتبال رن، و باشگاه فوتبال سالرنیتانا اشاره کرد.
وی همچنین در تیم ملی فوتبال فرانسه بازی کرده‌است.